# Al Alvarez

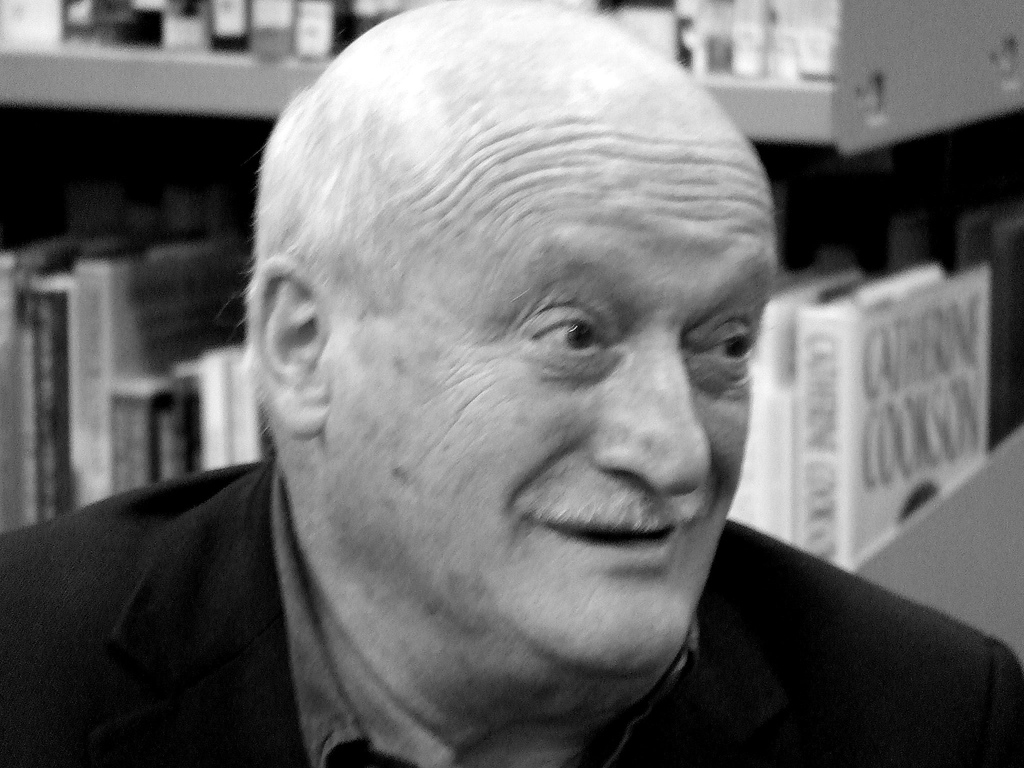
Al Alvarez, 2006

Al Alvarez (* 5. August 1929 in London; † 23. September 2019 ebenda) war ein britischer Lyriker, Schriftsteller und Literaturkritiker, der auch unter dem Namen A. Alvarez publizierte.
Geboren als Alfred Alvarez wurde er auf der Oundle School und dem Corpus Christi College in Oxford ausgebildet, wo er sein Examen in Englisch mit Auszeichnung abschloss. Nach einer kurzen Lehrtätigkeit in Oxford und den USA konzentrierte er sich mit Ende zwanzig auf die Tätigkeit als Schriftsteller. Von 1956 bis 1966 war er Literaturkritiker und Redakteur für Lyrik bei der britischen Zeitung The Observer. In dieser Funktion führte er die Werke von John Berryman, Robert Lowell, Sylvia Plath, Zbigniew Herbert und Miroslav Holub in der britischen Öffentlichkeit ein.
Alvarez war Autor vieler Sachbücher. Am bekanntesten ist seine Studie über den Suizid The Savage God (deutsch: Der grausame Gott), die zusätzliche Resonanz durch seine Freundschaft mit Sylvia Plath erfuhr. Er schrieb ebenso über Scheidung (Life After Marriage), Träume (Night, deutsch: Die Nacht) und die Ölindustrie (Offshore) wie über seine Hobbys Poker (The Biggest Game In Town) und Bergsteigen (Feeding the Rat, deutsch: Wandsüchtig). Seine 1999 erschienene Autobiographie trägt den Titel: Where Did It All Go Right?
Die von Alvarez 1962 herausgegebene Gedichtanthologie The New Poetry wurde in der britischen Öffentlichkeit als ein frischer Aufbruch begrüßt. In der Einleitung äußerte Alvarez seinen Unmut über den verengten soziographischen Blickwinkel der englischen New-Lines-Dichter der 1950er Jahre und die von ihnen geprägte Ideologie der traditionsbewussten englischen „Vornehmheit“ („gentility“). Stattdessen forderte er gleichsam als ästhetisches Manifest eine kompromisslosere neue Lyrik als Antwort auf das neue Zeitalter der sozialen Mobilität und kulturellen Beunruhigung („a manifesto for a tough new poetry that was responsive to a new age of social mobility and cultural anxiety“). Zur bewussten Abgrenzung und Verdeutlichung seiner literaturkritischen Position gab er in seiner Sammlung dementsprechend neben Ted Hughes und Thom Gunn insbesondere zeitgenössischen amerikanischen Lyrikern wie John Berryman und Robert Lowell breiten Raum. Kurze Zeit nach der Veröffentlichung seiner Anthologie lernte Alvarez als einer der Ersten die später in dem Sammelband Ariel veröffentlichten Gedichte der amerikanischen Lyrikerin Sylvia Plath kennen, die er als genial einstufte. Er bedauerte wiederholt, dass Plaths Gedichte nur wenig verspätet kamen, um noch in seine Anthologie aufgenommen werden zu können.
In dem 2003 erschienenen Spielfilm Sylvia wurde Alvarez von Jared Harris porträtiert. Im Mittelpunkt des Films steht die bewegte Beziehung zwischen Sylvia Plath und ihrem Ehemann Ted Hughes.

## Bibliografie (Auswahl)
- The Shaping Spirit (1958)
- The School of Donne (1961)
- The New Poetry (1962)
- Under Pressure (1965)
- Beyond All This Fiddle (1968)
- The Savage God (1972, deutsch: Der grausame Gott)
- Samuel Beckett (1973, deutsch: Samuel Beckett)
- Hers (1974)
- Hunt (1979)
- Life After Marriage (1982)
- The Biggest Game in Town (1983)
- Feeding the Rat (1989, deutsch: Wandsüchtig)
- Day of Atonement (1991)
- Night (1995, deutsch: Die Nacht)
- Where Did It All Go Right? (1999)
- Poker: Bets, Bluffs, and Bad Beats (2001)
- New & Selected Poems (2002)
- The Writer's Voice (2005)
- Risky Business (2007)